# عزيز علي
عزيز علي مطرب وشاعر شعبي من العراق ولد في سنة 1911 في بغداد في جانب الكرخ، واسمه الحقيقي عزيز بن علي بن عبد العزيز علي بن حاتم بن هانئ.

## حياته
أكمل الدراسة الابتدائية عام 1924م، وأشتهر بغناء (المونولوج), ولم يكن هذا اللون معروفا أو مألوفا في أوساط الغناء العراقي قبله.
ومارس مهنة التمثيل في المسرح عندما كان شابا في الخامسة عشر من عمره، وكان أحد ممثلي أول فرقة مسرحية عراقية اسسها الفنان حقي الشبلي في عام 1927 بأسم الفرقة التمثيلية الوطنية، وكان ممن مثل معه الفنان محمد القبانجي والفنان أحمد حقي الحلي وسليم بطي ونديم الاطراقجي وغيرهم من رواد التمثيل والمسرح في العراق. وقد قدمت الفرقة مسرحية وحيدة، ومسرحية صلاح الدين الايوبي، ومسرحية جزاء الشهامة.
لقد كان عزيز علي فنانا ناقدا في مرحلته الفنية الأولى من عام 1937 لغاية عام 1939م، وناقدا سياسيا بعد هذه المرحلة، بل أصبح من أكثر الداعين إلى الثورة ونتاجه في هذه المراحل كلها يدل على نضج فكري ووعي سياسي والتزام مبدئي. وهذا يتضح في موقفه المعلق ومساندته ومشاركته الفعلية في ثورة مايس 1941م، واعتقل وسجن بسببها.
في كانون الأول سنة 1968 اناطت به وزارة الثقافة والاعلام في العراق تأسيس مدرسة الأطفال الموسيقية، فبادر باستقدام خبراء موسيقين من الاتحاد السوفيتي واستورد الالات الموسيقية المطلوبة لهذه المدرسة على حساب وزارة الثقافة والاعلام واشرف على إدارة هذه المدرسة سنتين.
في عام 1975 تم فتح أحد صناديق البنك المتروكة لمدة زادت عن 25 عاما فوجد فيه أسماء أحد المحافل الماسونية في العهد الملكي وكان اسم عزيز علي بينها، فاعتقل على اثرها وسجن لمدة قاربت السنتين ثم أطلق سراحه لكبر سنه. عزيز علي لهُ ابن اسمه عمر قُتلَ أثناء الحرب العراقية - الإيرانية. توفي عزيز علي عام 1998 دون أن يذكره أحد.